# Auditorium Robert-Poujade
L'Auditorium Robert-Poujade (anciennement Auditorium de Dijon, rebaptisé le 23 juin 2021) est un auditorium / salle de spectacle de 1 611 places, ouvert en 1998 à Dijon en Côte-d'Or. Construit dans le quartier Clemenceau alors en remaniement, il est l'une des deux salles constituant l'ensemble Opéra de Dijon, avec le Grand Théâtre situé dans le centre historique.

## Historique
Le projet d'un auditorium à Dijon est lancé par Robert Poujade, alors maire de la ville, dans la première moitié des années 1990. Loin de faire l'unanimité, le projet soulève au contraire de vives oppositions en raison de son coût élevé et d'une estimation de retour sur investissement jugé trop long.
Les travaux ont débuté le 30 août 1995 et le bâtiment, construit au 11 boulevard de Verdun dans le quartier Clemenceau, a été inauguré le 20 novembre 1998. 
Administrativement, la salle est intégrée à l'Opéra de Dijon, qui réunit l'Auditorium et le Grand Théâtre, un théâtre à l'italienne du XIXe siècle situé à proximité du palais des ducs de Bourgogne.
Conçu par les cabinets d'architectes Arquitectonica et Bougeault–Walgenwitz, l'auditorium de Dijon est réputé faire partie des meilleures salles européennes en termes d'acoustique. La modélisation et la réalisation de la salle ont été confiées au cabinet américain Artec.
En moyenne, chaque année, l’Opéra de Dijon accueille plus de 50 000 spectateurs, dont 20 % viennent d’autres régions de France ou de l’étranger.
En 2020, à la suite du décès de l'ancien maire de Dijon Robert Poujade, son successeur François Rebsamen propose de renommer l'auditorium à son nom en hommage à son initiateur.  

## Description

Au centre, le foyer de l'Auditorium (partie vitrée). À droite, la Tour Elithis (juin 2009).
L'oculus de l'Auditorium, à la verticale du boulevard de Champagne (juin 2009).

L'auditorium est constitué :
- d'une salle (photo : opera-dijon.fr ) composée de quatre niveaux : d'un parterre au 1er niveau (à 1,20 m du sol), d'un balcon frontal au 2e niveau (à 8 m du sol), de deux balcons latéraux au 3e niveau (à 12,60 m du sol) ainsi que d'un dernier balcon frontal au 4e niveau (à 16 m du sol).

Sa capacité est de 1 611 sièges disposés de façon à offrir une visibilité et une écoute optimales quel que soit leur emplacement. La scène est modulable, pouvant accueillir opéras, orchestres symphoniques, ballets, concerts de musiques contemporaines. Selon la représentation (danse, opéra, orchestre sur proscenium), la salle peut être configurée de 1 400 à 1 611 places ;
- de deux foyers : le « foyer haut » à 12,60 m de hauteur qui enjambe le boulevard de Champagne et donne une vue panoramique à travers les parois vitrées et l'oculus central, et le « foyer bas » à 1,20 m de hauteur qui dessert le café de l’auditorium. Les murs de l’ensemble de ces foyers sont garnis de bois exotiques, le makoré et l’aniégré ; les sols sont quant à eux constitués de granit de Colombie et de marbre rouge d'Alicante ;
- d'un vestibule monumental dont l'accès se fait par des ascenseurs, de très grands escalators ou un grand escalier hélicoïdal.

## Architecture
Le bâtiment est de forme allongée, à base approximativement triangulaire, évoquant un piano à queue. Une partie du foyer passe au-dessus du boulevard Clemenceau : l'accès au bâtiment, par l'escalier à vis ou les escalators, se fait au nord du boulevard, la salle elle-même s'étendant au sud. Le foyer est percé d'un puits de lumière (oculus) situé à la verticale du boulevard de Champagne. Les façades sont recouvertes principalement de pierre de Chassagne flammée. Le style architectural rappelle celui du parc des expositions et des congrès de Dijon voisin, en raison de l'extension de ce dernier dans les années 1990.